# Evert Dolman
Evert Dolman est un coureur cycliste néerlandais, né le 22 février 1946 à Rotterdam et mort le 12 mai 1993 à Dordrecht. Dolman est sociétaire au club cycliste local du Apollo Rotterdam. Il est professionnel de 1967 à 1973. Il devient champion olympique du 100 km par équipes aux Jeux de 1964. Vainqueur du championnat des Pays-Bas sur route en 1967, il est déclassé par la suite pour dopage.

## Palmarès et résultats

### Palmarès amateur
- 1964
  -  Champion olympique du contre-la-montre par équipes (avec Bart Zoet, Gerben Karstens et Jan Pieterse)
  -  Champion des Pays-Bas sur route amateurs
  - 1reb et 5e étapes du Tour d'Autriche
  - 2e du Tour de Gueldre
- 1965
  -  Champion des Pays-Bas sur route amateurs
  -  Champion de Hollande-Méridionale
  - Tour de Hollande-Septentrionale
  - Tour du Limbourg
  - 4e étape du Tour d'Allemagne
  - Grand Prix Jempy Kaiser
  - 2e du Tour de Gueldre
- 1966
  -  Champion du monde sur route amateurs
  - Tour des Douze Cantons :
    - Classement général
    - 1re étape

  - Tour de Namur :
    - Classement général
    - 5e étape

  - 2e du Tour de Zélande centrale

### Palmarès professionnel
- 1967
  - 6e étape du Tour d'Espagne
  - 3e de Sassari-Cagliari
- 1968
  -  Champion des Pays-Bas sur route
  - 3e de Rotheux-Aix-Rotheux
- 1969
  - 1rea étape du Tour de Luxembourg
  - 2e du championnat des Pays-Bas sur route
  - 6e de Paris-Tours
- 1970
  - 6e étape du Tour d'Andalousie
  - 10e du Tour des Flandres
- 1971
  -  Champion des Pays-Bas sur route interclubs
  - Tour des Flandres

### Résultats sur les grands tours

#### Tour de France
4 participations
- 1968 : 56e
- 1969 : 49e
- 1970 : 32e
- 1972 : 83e

#### Tour d'Espagne
4 participations
- 1967 : 54e, vainqueur de la 6e étape
- 1969 : 30e
- 1970 : non-partant (17e étape)
- 1971 : 36e